# Драфт НБА 1979

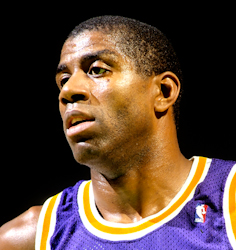
Лос-Анджелес Лейкерс вибрали Меджика Джонсона під першим загальним номером.

Драфт НБА 1979 року відбувся 25 червня. 22 команди Національної баскетбольної асоціації (НБА) по черзі вибирали найкращих випускників коледжів, а також інших кандидатів, офіційно зареєстрованих для участі в драфті, зокрема іноземців. Перші два права вибору належали командам, які посіли останні місця у своїх конференціях, а їхній порядок визначало підкидання монети Лос-Анджелес Лейкерс, який у результаті обміну отримав драфт-пік першого раунду Нью-Орлінс Джаз, виграв підкидання монети і отримав перший загальний драфт-пік, а Чикаго Буллз - другий. Решту драфт-піків першого раунду команди дістали у зворотньому порядку до їхнього співвідношення перемог до поразок у сезоні 1978–1979. Гравець, який завершував четвертий рік у коледжі отримував право на участь у драфті. Перед драфтом п'ятьох гравців, які завершили менш як чотири роки навчання, оголосили такими, що можуть бути вибрані на драфті за правилом "hardship". Ці гравці подали заяви і надали докази свого важкого фінансового становища, що дало їм право заробляти собі гроші, розпочавши професійну кар'єру раніше. Перед драфтом Джаз переїхали з Нового Орлеану до Солт-Лейк-Сіті і стали Юта Джаз. Драфт складався з 10-ти раундів, на яких вибирали 202 гравців.

## Драфт

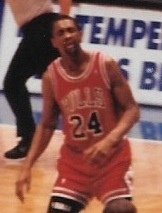
Нью-Йорк Нікс вибрали Білла Картрайта під третім загальним номером.

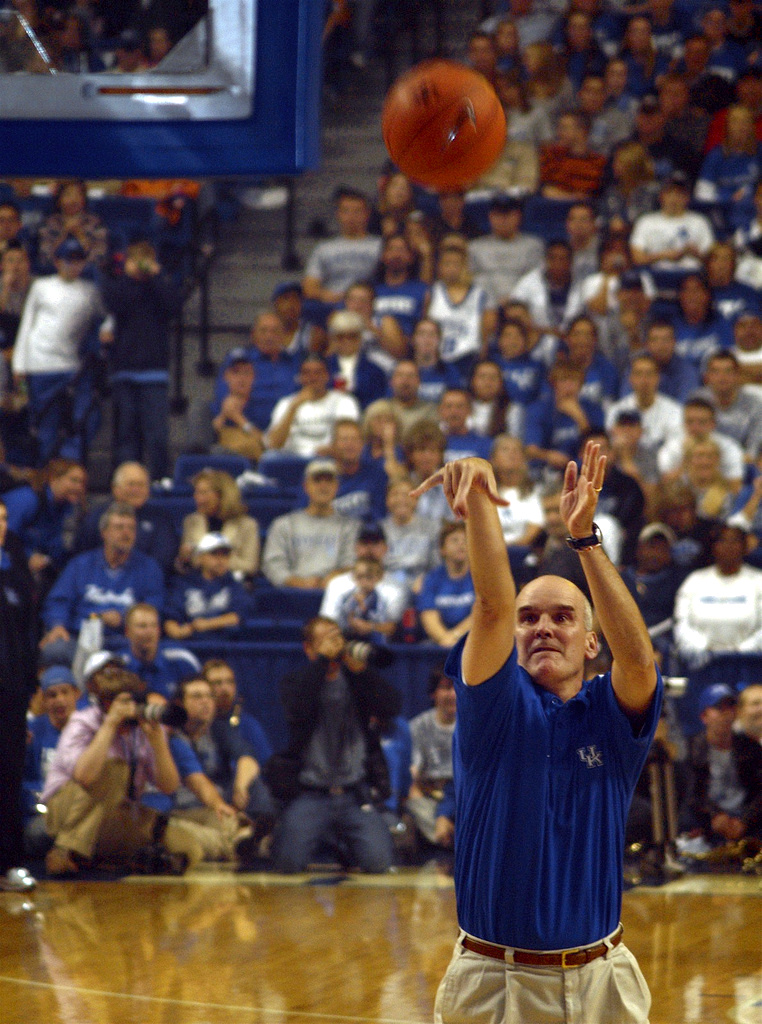
Фінікс Санз вибрали Кайла Мейсі під 22-м загальним номером.

| Поз.    | G        | F       | C         |
| Позиція | Захисник | Форвард | Центровий |

| ^ | Позначає гравців, обраних у Баскетбольну залу слави Нейсміта                                                        |
| * | Позначає гравців, які взяли участь принаймні в одній грі матчу всіх зірок НБА і потрапили до Збірної всіх зірок НБА |
| + | Позначає гравців, які взяли участь принаймні в одній грі матчу всіх зірок НБА                                       |
| # | Позначає гравців, які жодного разу не грали в регулярному сезоні НБА або плей-оф                                    |

| Раунд | Вибір | Гравець         | Поз. | Громадянство | Команда НБА                                               | Коледж/Клуб                    |
| ----- | ----- | --------------- | ---- | ------------ | --------------------------------------------------------- | ------------------------------ |
| 1     | 1     | Меджик Джонсон^ | G/F  | США          | Лос-Анджелес Лейкерс (від Юта)[a]                         | Мічиган Стейт (Соф.)           |
| 1     | 2     | Девід Грінвуд   | F/C  | США          | Чикаго Буллз                                              | УКЛА (Ср.)                     |
| 1     | 3     | Білл Картрайт+  | C    | США          | Нью-Йорк Нікс (від Бостон)[b]                             | Сан-Франциско (Ср.)            |
| 1     | 4     | Грег Кеслер     | F    | США          | Детройт Пістонс                                           | Мічиган Стейт (Ср.)            |
| 1     | 5     | Сідні Монкріф*  | G    | США          | Мілвокі Бакс (від Клівленд)                               | Арканзас (Ср.)                 |
| 1     | 6     | Джеймс Бейлі    | F/C  | США          | Сіетл Суперсонікс (від Нью-Йорк)[d]                       | Ратгерс (Ср.)                  |
| 1     | 7     | Вінні Джонсон   | G    | США          | Сіетл Суперсонікс (від Нью-Джерсі через Нью-Йорк)[e]      | Бейлор (Ср.)                   |
| 1     | 8     | Калвін Нетт+    | F    | США          | Нью-Дже́рсі Нетс (від Індіана через Мілвокі)[f]            | Північно-Східна Луїзіана (Ср.) |
| 1     | 9     | Ларрі Демік     | F/C  | США          | Нью-Йорк Нікс (від Голден-Стейт через Бостон)[b]          | Аризона (Ср.)                  |
| 1     | 10    | Рой Гамільтон   | G    | США          | Детройт Пістонс (від Мілвокі через San Diego)[g]          | УКЛА (Ср.)                     |
| 1     | 11    | Кліфф Робінсон  | F    | США          | Нью-Дже́рсі Нетс (від San Diego)[h]                        | УПК (Соф.)                     |
| 1     | 12    | Джим Пекссон*   | G/F  | США          | Портленд Трейл-Блейзерс                                   | Дейтон (Ср.)                   |
| 1     | 13    | Дадлі Бредлі    | G/F  | США          | Індіана Пейсерз (від Атланта)[i]                          | Північна Кароліна (Ср.)        |
| 1     | 14    | Бред Голланд    | G    | США          | Лос-Анджелес Лейкерс                                      | УКЛА (Ср.)                     |
| 1     | 15    | Філ Габбард     | F/C  | США          | Детройт Пістонс (від Денвер)[j]                           | Мічиган (Ср.)                  |
| 1     | 16    | Джим Спанаркел  | G/F  | США          | Філадельфія Севенті-Сіксерс                               | Дьюк (Ср.)                     |
| 1     | 17    | Лі Джонсон      | F    | США          | Х'юстон Рокетс                                            | East Texas State (Ср.)         |
| 1     | 18    | Реджі Кінг      | F    | США          | Канзас-Сіті Кінґс                                         | Алабама (Ср.)                  |
| 1     | 19    | Вайлі Пек       | G    | США          | Сан-Антоніо Сперс                                         | Міссісіпі Стейт (Ср.)          |
| 1     | 20    | Ларрі Найт#     | F    | США          | Юта Джаз (від Фінікс)[k]                                  | Лойола (Ср.)                   |
| 1     | 21    | Слай Вільямс    | G/F  | США          | Нью-Йорк Нікс (від Сіетл через Бостон)[b]                 | Род Айленд (Дж.)               |
| 1     | 22    | Кайл Мейсі      | G    | США          | Фінікс Санз (від Вашингтон)[l]                            | Кентуккі (Ср.)                 |
| 2     | 23    | Тіко Браун#     | G    | США          | Юта Джаз                                                  | Джорджия Тек (Ср.)             |
| 2     | 24    | Джонні Гай      | G    | США          | Фінікс Санз (від Бостон)[m]                               | Невада (Ср.)                   |
| 2     | 25    | Олівер Мак      | G    | США          | Лос-Анджелес Лейкерс (від Детройт через Денвер)           | East Carolina (Ср.)            |
| 2     | 26    | Брюс Флауерс    | F    | США          | Клівленд Кавальєрс                                        | Нотр-Дам (Ср.)                 |
| 2     | 27    | Реджі Картер    | G    | США          | Нью-Йорк Нікс                                             | Сент Джонс (Ср.)               |
| 2     | 28    | Денні Солсбері# | F    | США          | Голден-Стейт Ворріорс (від Чикаго)                        | Pan American (Ср.)             |
| 2     | 29    | Тоні Прайс      | G    | США          | Детройт Пістонс (від Нью-Джерсі)                          | Пенсильванія (Ср.)             |
| 2     | 30    | Гарі Гарленд    | G    | США          | Денвер Наггетс (від Голден-Стейт через San Diego)         | Де Пол (Ср.)                   |
| 2     | 31    | Едгар Джоунс    | F/C  | США          | Мілвокі Бакс                                              | Невада (Ср.)                   |
| 2     | 32    | Тоні Зіно       | F    | США          | Індіана Пейсерз                                           | Аризона Стейт (Ср.)            |
| 2     | 33    | Лоренс Батлер#  | G    | США          | Чикаго Буллз (від San Diego через Денвер)                 | Айдахо Стейт (Ср.)             |
| 2     | 34    | Кім Гетц#       | F    | США          | Нью-Йорк Нікс (від Портленд)                              | Сан-Дієго Стейт (Ср.)          |
| 2     | 35    | Джеймс Бредлі#  | F    | США          | Атланта Гокс                                              | Мемфіс Стейт (Ср.)             |
| 2     | 36    | Клінт Річардсон | G    | США          | Філадельфія Севенті-Сіксерс (від Денвер через Нью-Джерсі) | Сіетл (Ср.)                    |
| 2     | 37    | Бернард Тун     | F    | США          | Філадельфія Севенті-Сіксерс                               | Маркетт (Ср.)                  |
| 2     | 38    | Ларрі Вілсон#   | F    | США          | Атланта Гокс (від Х'юстон)                                | Ніколлз Стейт (Ср.)            |
| 2     | 39    | Віктор Кінг#    | F    | США          | Лос-Анджелес Лейкерс                                      | Луїзіана Тек (Ср.)             |
| 2     | 40    | Ендрю Філдс#    | F    | США          | Портленд Трейл-Блейзерс (від Сан-Антоніо через Сіетл)     | Cheyney State (Ср.)            |
| 2     | 41    | Марк Янг#       | F    | США          | Лос-Анджелес Лейкерс (від Канзас-Сіті через Денвер)       | Фейрфілд (Ср.)                 |
| 2     | 42    | Пол Мокескі     | F/C  | США          | Х'юстон Рокетс (від Фінікс через Сіетл)                   | Канзас (Ср.)                   |
| 2     | 43    | Джонні Мур      | G    | США          | Сіетл Суперсонікс                                         | Техас (Ср.)                    |
| 2     | 44    | Джо Десантіс#   | G    | США          | Вашингтон Буллетс                                         | Фейрфілд (Ср.)                 |

## Other picks
Цих гравців на драфті НБА 1985 вибрали після другого раунду, але вони зіграли в НБА принаймні одну гру.

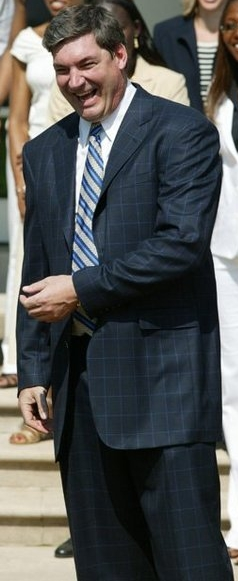
Клівленд Кавальєрс вибрали Білла Леймбіра під 65-м загальним номером.

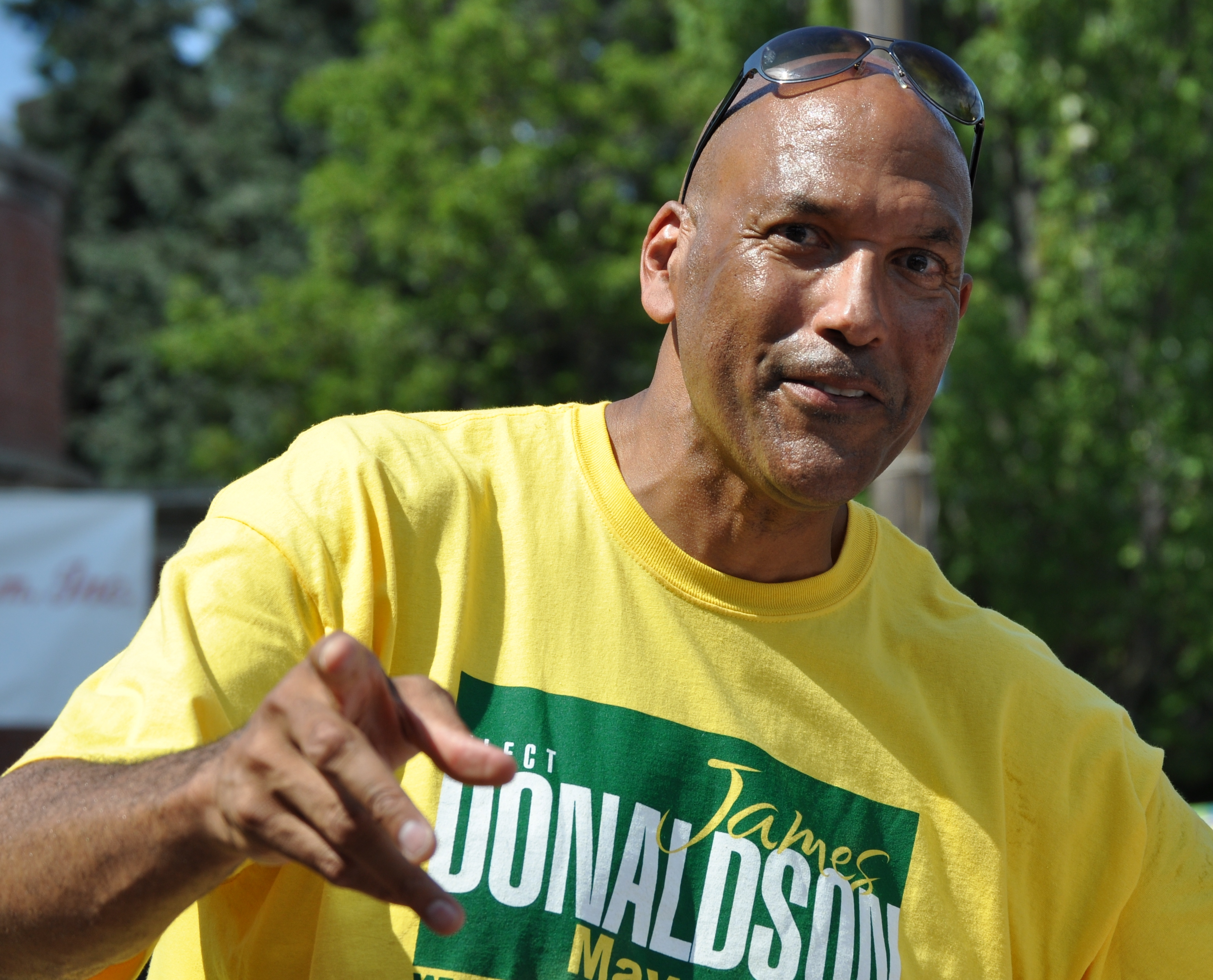
Сіетл Суперсонікс вибрали Джеймса Дональдсона під 73-м загальним номером.

| Раунд | Вибір | Гравець            | Поз. | Громадянство          | Команда НБА                        | Коледж/Клуб               |
| ----- | ----- | ------------------ | ---- | --------------------- | ---------------------------------- | ------------------------- |
| 3     | 45    | Арвід Крамер       | C    | США                   | Юта Джаз                           | Augustana (SD) (Ср.)      |
| 3     | 47    | Калвін Гарретт     | F    | США                   | Чикаго Буллз (від Клівленд)        | Орал Робертс (Ср.)        |
| 3     | 48    | Террі Дюрод        | G    | США                   | Детройт Пістонс                    | Детройт (Ср.)             |
| 3     | 49    | Седрік Горджес     | F/C  | США                   | Чикаго Буллз                       | Південна Кароліна (Ср.)   |
| 3     | 50    | Джофф Гастон       | G    | США                   | Нью-Йорк Нікс                      | Техас Тек (Ср.)           |
| 3     | 53    | Вейн Креклоу       | G    | США                   | Бостон Селтікс (від Індіана)       | Drake (Ср.)               |
| 3     | 54    | Лінберт Джонсон    | G/F  | США                   | Голден-Стейт Ворріорс              | Вічита Стейт (Ср.)        |
| 3     | 58    | Ерл К'юретон       | F/C  | США                   | Філадельфія Севенті-Сіксерс        | Детройт (Ср.)             |
| 3     | 59    | Рікардо Браун      | РЗ   | Філіппіни/ США        | Х'юстон Рокетс                     | Pepperdine (Ср.)          |
| 3     | 62    | Террі Кросбі       | G    | США                   | Канзас-Сіті Кінґс                  | Теннессі (Ср.)            |
| 3     | 63    | Сильвестер Норріс  | C    | США                   | Сан-Антоніо Сперс                  | Джексон Стейт (Ср.)       |
| 3     | 65    | Білл Леймбір+      | C    | США                   | Клівленд Кавальєрс (від Сіетл)     | Нотр-Дам (Ср.)            |
| 4     | 67    | Грег Дін           | G    | США                   | Юта Джаз                           | Юта (Ср.)                 |
| 4     | 73    | Джеймс Дональдсон+ | C    | Велика Британія / США | Сіетл Суперсонікс (від Нью-Джерсі) | Вашингтон Стейт (Ср.)     |
| 4     | 82    | Джеррі Січтінг     | G    | США                   | Голден-Стейт Ворріорс (від Денвер) | Пердью (Ср.)              |
| 4     | 83    | Майк Найлз         | F    | США                   | Філадельфія Севенті-Сіксерс        | Кал Стейт Фуллертон (Ср.) |
| 4     | 85    | Джон Маккалоу      | G    | США                   | Канзас-Сіті Кінґс                  | Оклахома (Ср.)            |
| 5     | 98    | Біллі Рід          | G    | США                   | Індіана Пейсерз                    | Сан-Франциско (Дж.)       |
| 5     | 104   | Аллен Лівелл       | G    | США                   | Х'юстон Рокетс                     | Оклахома Сіті (Ср.)       |
| 5     | 107   | Марк Ітон+         | C    | США                   | Фінікс Санз                        | Cypress JC (Фр.)1[›]      |
| 8     | 165   | Чарльз Джоунс      | F/C  | США                   | Фінікс Санз                        | Albany State (Ср.)        |
| 10    | 185   | Пол Докінс         | F    | США                   | Юта Джаз                           | Північний Іллінойс (Ср.)  |
| 10    | 198   | Кіт Маккорд        | G    | США                   | Філадельфія Севенті-Сіксерс        | УАБ (Ср.)                 |

## Обміни
- a  5 серпня 1976, Лос-Анджелес Лейкерс придбав драфт-піки першого раунду 1977, 1978 і 1979 років, а також драфт-пік другого раунду 1980 року від Нью-Орлінс Джаз в обмін на драфт-пік першого раунду 1978 року і драфт-пік другого раунду 1977 року. Обмін оформлено як компенсацію, коли Джаз підписали Гейла Гудріча 19 липня 1976.[5] Лейкерс використали цей драфт-пік, щоб вибрати Меджика Джонсона.
- b 1 2 3  12 лютого 1979, Нью-Йорк Нікс придбав три драфт-піки першого раунду від Бостон Селтікс в обмін на Боба Макаду.[6] Перед тим Селтікс придбали драфт-пік першого раунду 30 січня 1979, від Голден-Стейт Ворріорс в обмін на Джо Джо Вайта.[7] Селтікс також придбали драфт-пік першого раунду 17 січня 1979, від Сіетл Суперсонікс в обмін на Денніса Отрі.[8] Нікс використали драфт-піки, щоб вибрати Білла Картрайта, Ларрі Деміка і Слая Вільямса.
- c 1 2  У день драфту Детройт Пістонс придбав п'ятий драфт-пік від Мілвокі Бакс в обмін на шостий драфт-пік і грошову винагороду.[9] Перед тим Бакс придбали драфт-пік від Клівленд Кавальєрс 1 червня 1978, в обмін на драфт-пік першого раунду 1978 року.[10] Пістонс використали цей драфт-пік, щоб вибрати Грега Кеслера. Бакс використали цей драфт-пік, щоб вибрати Сідні Мокріфа
- d  24 жовтня 1975, Сіетл Суперсонікс придбали Джина Шорта і драфт-пік першого раунду від Нью-Йорк Нікс в обмін на Спенсера Гейвуда.[11] Сонікс використали цей драфт-пік, щоб вибрати Джеймса Бейлі.
- e  4 жовтня 1978, Сіетл Суперсонікс придбали Лонні Шелтона і драфт-пік першого раунду 1979 року від Нью-Йорк Нікс в обмін на драфт-пік першого раунду 1981 року. Обмін оформлено як компенсацію, коли Нікс підписали Марвіна Вебстера 29 вересня 1978.[12] Перед тим Нікс придбали драфт-піки першого раунду 1978 і 1979 років 8 червня 1978, від Нью-Дже́рсі Нетс в обмін на Філа Джексона, драфт-пік першого раунду 1978 року і повернення боргу Нікс 3,2 млн. доларів.[13][14] Сонікс використали цей драфт-пік, щоб вибрати Вінні Джонсона.
- f  31 травня 1979, Нью-Дже́рсі Нетс придбали Джона Гіанеллі і восьмий драфт-пік від Мілвокі Бакс в обмін на Гарві Кетчінгса.[15] Перед тим Бакс придбали драфт-пік 8 червня 1978, від Індіана Пейсерз як компенсацію за підписання Алекса Інгліша як вільного агента.[16] Нетс використали цей драфт-пік, щоб вибрати Калвіна Нетта.
- g  23 листопада 1977, Детройт Пістонс придбали Гаса Джерарда, Джона Шумейта і драфт-пік першого раунду 1979 року від Сан-Дієго Кліпперс в обмін на Марвіна Барнса, драфт-пік другого раунду 1978 року і драфт-пік четвертого раунду 1978 року.[17] Перед тим Кліпперс придбав драфт-пік 2 вересня 1977, від Мілвокі Бакс в обмін на Джона Гіанеллі.[15] Пістонс використали цей драфт-пік, щоб вибрати Роя Гамільтона.
- h  1 вересня 1977, Нью-Дже́рсі Нетс придбали Джорджа Джонсона, драфт-піки першого раунду 1978 і 1979 років від Сан-Дієго Кліпперс в обмін на Нейта Арчібальда.[18] Нетс використали цей драфт-пік, щоб вибрати Кліффа Робінсона.
- i  9 червня 1978, Індіана Пейсерз придбав драфт-пік першого раунду від Атланта Гокс як компенсацію за підписання Дена Раундфілда як вільного агента.[19] Пейсерз використали цей драфт-пік, щоб вибрати Дадлі Бредлі.
- j  1 лютого 1978, Детройт Пістонс придбали Джима Прайса і драфт-пік першого раунду від Денвер Наггетс в обмін на Ральфа Сімпсона.[20] Пістонс використали цей драфт-пік, щоб вибрати Філа Габбарда.
- k  12 січня 1979, Юта Джаз придбали Марті Бернса, Рона Лі, драфт-піки першого раунду 1979 і 1980 років від Фінікс Санз в обмін на Трака Робінсона.[21] Джаз використали цей драфт-пік, щоб вибрати Ларрі Найта.
- l  22 червня 1979, Фінікс Санз придбали 22-й драфт-пік і драфт-пік третього раунду 1980 року від Вашингтон Буллетс в обмін на Стіва Маловича.[22] Санз використали цей драфт-пік, щоб вибрати Кайла Мейсі.
- m  11 жовтня 1978, Фінікс Санз придбали драфт-пік другого раунду від Бостон Селтікс в обмін на Денніса Отрі.[8] Санз використали цей драфт-пік, щоб вибрати Джонні Гая.

## Нотатки
^ 1: Хоча Марк Ітон і був фрешменом, але пройшло вже чотири роки відтоді як він закінчив середню школу, тож він міг автоматично брати участь у драфті.